# Felipe Flores
Felipe Ignacio Flores Chandía (Santiago del Cile, 9 gennaio 1987) è un calciatore cileno, attaccante del Dep. Limache.